# Vecsey Tivadar
Böröllyői, izsághfai és vecsei Vecsey Tivadar (1851. – Kecskemét, 1890. május 30.) festő, a magyar államvasutak nyugalmazott hivatalnoka.

## Élete
Szülei Vecsey Albert (?-1858) és futásfalvi páni Hamar Mária (Eperjessy Edéné), testvére Lajos voltak. Első felesége Loósy Beatrix (1875), a második beczkói Szombathy Fanny Franciska (1855-1890) festőnő, rajztanárnő. Utóbbi csak egy hónappal élte túl férjét. Gyermekei István (?-1890), Edit (1886-1887) és Alice. Unokaöccse Vecsey Ferenc Frenki (1893-1935) hegedűművész.
Elsősorban realista és részletgazdag tájképeiről ismert. 1887-től haláláig a Műcsarnokban állított ki. Hagyatékát képező ingóságait felesége halálát követően elárverezték.
Több festményét birtokolta apósa Szombathy Ignác, aki írt a Vecsey család genealógiájáról is.

## Alkotásai
- 1886 O-budai részlet
- 1889 Watering
- Lovasberényi erdő
- Tanyarészlet (megvette: Mészáros Ferenc)
- Velencei részlet
- Tiszai táj a szikrai úttal[9]
- Alpári részlet a Tisza áradásakor